# Le Chat de gouttière
 (septembre 2024).
Si vous disposez d'ouvrages ou d'articles de référence ou si vous connaissez des sites web de qualité traitant du thème abordé ici, merci de compléter l'article en donnant les références utiles à sa vérifiabilité et en les liant à la section « Notes et références ».
Pour plus de détails, voir Fiche technique et Distribution.
Le Chat de gouttière (The Alley Cat) est un court métrage d'animation américain réalisé par Hugh Harman et sorti le 5 juillet 1941.